# Aegocera brevivitta
Aegocera brevivitta är en fjärilsart som beskrevs av George Francis Hampson 1901. Aegocera brevivitta ingår i släktet Aegocera och familjen nattflyn. Inga underarter finns listade i Catalogue of Life.